# USS Augusta (CA-31)
USS Augusta byl těžký křižník amerického námořnictva třídy Northampton. Byl postaven v loděnici Newport News Shipbuilding and Dry Dock Co v Newport News. 
Za druhé světové války křižník operoval na evropském válčišti. Například se účastnil vylodění v Severní Africe v roce 1942 (Augusta sem dokonce přepravila velitele operace George S. Pattona) či vylodění v Normandii v roce 1944. Během války byla zesilována protiletadlová výzbroj – v roce 1945 křižník nesl šestnáct 40mm a dvacet 20mm kanónů. 
Křižník v pořádku přečkal válečné operace a v roce 1945 přepravil prezidenta Trumana do Antverp, odkud pokračoval na Postupimskou konferenci a poté zpět do USA. V roce 1946 byl vyřazen z aktivní služby. V roce 1960 byl sešrotován.